# Юшур
Юшур — река в России, протекает в Красногорском и Игринском районах Республики Удмуртия. Устье реки находится в 254 км по правому берегу реки Кильмезь. Длина реки составляет 15 км, площадь водосборного бассейна 55,7 км².
Исток реки у деревни Юшур Красногорского района в 8 км к юго-востоку от села Красногорское. Река течёт по ненаселённому лесному массиву на юго-запад, затем на юго-восток. Впадает в Кильмезь в селе Малягурт.

## Данные водного реестра
По данным государственного водного реестра России относится к Камскому бассейновому округу, водохозяйственный участок реки — Вятка от водомерного поста посёлка городского типа Аркуль до города Вятские Поляны, речной подбассейн реки — Вятка. Речной бассейн реки — Кама.
Код объекта в государственном водном реестре — 10010300512111100038590.